# Sixième circonscription du Pas-de-Calais
La sixième circonscription du Pas-de-Calais est une circonscription législative française appartenant au département du Pas-de-Calais en région Hauts-de-France.
À l'origine, elle regroupait un ensemble de villes situées entre Calais et Boulogne-sur-Mer, incluant également une portion Ouest de la ville de Calais et les communes de l'ouest de son agglomération (le reste appartenant à la 7e circonscription) ainsi qu'une portion Nord de la ville de Boulogne-sur-Mer et les communes du nord de son agglomération (le reste appartenant à la 5e circonscription).
Depuis 2010, la sixième circonscription perd l'ensemble des agglomérations de Calais et Boulogne-sur-Mer et gagne du territoire vers l'Est. Elle couvre aujourd'hui un vaste territoire rural entre Calais, Boulogne-sur-Mer, Saint-Omer et Béthune.
Elle est connue pour ses députés, Dominique Dupilet de 1986 à 2002 (devenu ensuite président du conseil départemental du Pas-de-Calais), l'ancien ministre Jack Lang de 2002 à 2012 puis Brigitte Bourguignon de 2012 à 2020 (devenue ministre), ou encore Christine Engrand.

## Description géographique et démographique

### De 1958 à 1986
Le département avait quatorze circonscriptions.
La sixième circonscription du Pas-de-Calais était composée de :
- canton de Boulogne-sur-Mer-Nord
- canton d'Ardres
- canton de Guînes
- canton de Lumbres
- canton de Marquise

Source : Journal Officiel du 14-15 Octobre 1958.

### De 1986 à 2010
La sixième circonscription du Pas-de-Calais est délimitée par le découpage électoral de la loi no 86-1197 du 24 novembre 1986
, elle regroupe les divisions administratives suivantes :
- Canton de Boulogne-sur-Mer-Nord-Est
- Canton de Boulogne-sur-Mer-Nord-Ouest
- Canton de Calais-Nord-Ouest
- Canton de Guînes
- Canton de Marquise.

Le découpage de la circonscription a été conçu de telle sorte qu'elle englobe à la fois, d'un côté les stations balnéaires de la côte (Wimereux, Ambleteuse, Audresselles, Tardinghen, Wissant) ainsi que des villages agricoles, dont l'électorat vote à droite, et de l'autre, les communes industrielles entre Marquise et Guînes ainsi que les cités populaires du nord de Boulogne-sur-Mer (le Chemin Vert notamment) et de l'ouest de Calais, dont l’électorat vote à gauche (mais qui serait en train de se déplacer vers le Front national).

### Depuis 2010
La circonscription regroupe les huit divisions administratives suivantes : 
- Canton d'Ardres
- Canton de Guînes
- Canton de Marquise
- Canton de Desvres
- Canton d'Heuchin
- Canton de Lumbres
- Canton de Fauquembergues.

Ce regroupement de divisions administratives (cantons) est celui en vigueur pour les élections législatives de 2022.

### Démographie
D'après le recensement de la population en 2019, réalisé par l'Institut national de la statistique et des études économiques (INSEE), la population de cette circonscription est de 123 123 habitants,.

## Historique des députations
| Législature | Début de mandat | Fin de mandat     | Député                                   | Parti politique | Observations |
| ----------- | --------------- | ----------------- | ---------------------------------------- | --------------- | --- |
| Ire         | 9 décembre 1958 | 9 octobre 1962    | Henri Collette                           | UNR             | Mandat écourté à la suite d'une dissolution parlementaire décidée par Charles de Gaulle.                                                                       |
| IIe         | 6 décembre 1962 | 2 avril 1967      | Henri Collette                           | UNR-UDT         | |
| IIIe        | 3 avril 1967    | 30 mai 1968       | Louis Le Sénéchal                        | FGDS            | Mandat écourté à la suite d'une dissolution parlementaire décidée par Charles de Gaulle.                                                                       |
| IVe         | 11 juillet 1968 | 1er avril 1973    | Henri Collette                           | UDR             | |
| Ve          | 2 avril 1973    | 2 avril 1978      | Louis Le Sénéchal puis Dominique Dupilet | PS              | Le titulaire Louis Le Sénéchal décède le 2 mars 1977. Sa suppléante lui succède le même jour.                                                                  |
| VIe         | 3 avril 1978    | 22 mai 1981       | Dominique Dupilet                        | PS              | Mandat écourté à la suite d'une dissolution parlementaire décidée par François Mitterrand.                                                                     |
| VIIe        | 2 juillet 1981  | 1er avril 1986    | Dominique Dupilet                        | PS              | |
| VIIIe       | 2 avril 1986    | 14 mai 1988       | Aucun                                    |                 | Proportionnelle par département, pas de député par circonscription. Mandat écourté à la suite d'une dissolution parlementaire décidée par François Mitterrand. |
| IXe         | 23 juin 1988    | 1er avril 1993    | Dominique Dupilet                        | PS              | |
| Xe          | 2 avril 1993    | 21 avril 1997     | Dominique Dupilet                        | PS              | Mandat écourté à la suite d'une dissolution parlementaire décidée par Jacques Chirac.                                                                          |
| XIe         | 12 juin 1997    | 18 juin 2002      | Dominique Dupilet                        | PS              | |
| XIIe        | 19 juin 2002    | 19 juin 2007      | Jack Lang                                | PS              | |
| XIIIe       | 20 juin 2007    | 19 juin 2012      | Jack Lang                                | PS              | |
| XIVe        | 20 juin 2012    | 20 juin 2017      | Brigitte Bourguignon                     | PS              | |
| XVe         | 21 juin 2017    | 6 août 2020       | Brigitte Bourguignon                     | LREM            | Nommée au Gouvernement puis démission du suppléant convoquant une élection partielle en 2021.                                                                  |
| XVe         | 7 août 2020     | 27 septembre 2020 | Ludovic Loquet                           | LREM            | Nommée au Gouvernement puis démission du suppléant convoquant une élection partielle en 2021.                                                                  |
| XVe         | 7 juin 2021     | 6 juillet 2021    | Brigitte Bourguignon                     | LREM            | Nommée au Gouvernement puis démission du suppléant convoquant une élection partielle en 2021.                                                                  |
| XVe         | 7 juillet 2021  | 21 juin 2022      | Christophe Leclercq                      | LREM            | Nommée au Gouvernement puis démission du suppléant convoquant une élection partielle en 2021.                                                                  |

## Historique des élections

### Élections de 1958
| Candidat       | Candidat           | Parti          | Premier tour | Premier tour | Second tour | Second tour |  |
| Candidat       | Candidat           | Parti          | Voix         | %            | Voix        | %           |  |
| -------------- | ------------------ | -------------- | ------------ | ------------ | ----------- | ----------- |  |
|                | Henri Collette élu | UNR            | 15 207       | 33,55        | 26 646      | 58,41       |  |
|                | Henri Henneguelle  | SFIO           | 14 549       | 32,1         | 18 973      | 41,59       |  |
|                | Jean Febvay        | CNIP           | 8 249        | 18,2         | Retrait     | Retrait     |  |
|                | Jean Bardol        | PCF            | 6 091        | 13,44        | Retrait     | Retrait     |  |
|                | Carlos Leprêtre    | Modérés        | 1 229        | 2,71         |             |             |  |
|                |                    |                |              |              |             |             |  |
| Inscrits       | Inscrits           | Inscrits       | 55 381       | 100,00       | 55 374      | 100,00      |  |
| Abstentions    | Abstentions        | Abstentions    | 8 947        | 16,16        | 8 673       | 15,66       |  |
| Votants        | Votants            | Votants        | 46 434       | 83,84        | 46 701      | 84,34       |  |
| Blancs et nuls | Blancs et nuls     | Blancs et nuls | 1 109        | 2,39         | 1 082       | 2,32        |  |
| Exprimés       | Exprimés           | Exprimés       | 45 325       | 97,61        | 45 619      | 97,68       |  |

Le suppléant de Henri Collette était Robert Meaux, assureur, ancien résistant, délégué départemental de l'UNR .

### Élections de 1962
| Candidat       | Candidat                     | Parti          | Premier tour | Premier tour | Second tour | Second tour |  |
| Candidat       | Candidat                     | Parti          | Voix         | %            | Voix        | %           |  |
| -------------- | ---------------------------- | -------------- | ------------ | ------------ | ----------- | ----------- |  |
|                | Henri Collette sortant réélu | UNR-UDT        | 20 168       | 46,35        | 24 344      | 53,35       |  |
|                | Henri Henneguelle            | SFIO           | 14 724       | 33,84        | 21 284      | 46,65       |  |
|                | Auguste Defrance             | PCF            | 4 866        | 11,18        | Retrait     | Retrait     |  |
|                | Albert Stoclin               | CNIP           | 3 759        | 8,64         |             |             |  |
|                |                              |                |              |              |             |             |  |
| Inscrits       | Inscrits                     | Inscrits       | 56 341       | 100,00       | 56 334      | 100,00      |  |
| Abstentions    | Abstentions                  | Abstentions    | 11 958       | 21,22        | 9 734       | 17,28       |  |
| Votants        | Votants                      | Votants        | 44 383       | 78,78        | 46 600      | 82,72       |  |
| Blancs et nuls | Blancs et nuls               | Blancs et nuls | 866          | 1,95         | 972         | 2,09        |  |
| Exprimés       | Exprimés                     | Exprimés       | 43 517       | 98,05        | 45 628      | 97,91       |  |

Le suppléant de Henri Collette était Jacques Douezi, expert-comptable.

### Élections de 1967
| Candidat       | Candidat               | Parti          | Premier tour | Premier tour | Second tour | Second tour |  |
| Candidat       | Candidat               | Parti          | Voix         | %            | Voix        | %           |  |
| -------------- | ---------------------- | -------------- | ------------ | ------------ | ----------- | ----------- |  |
|                | Henri Collette sortant | UD-Ve          | 22 365       | 45,7         | 24 331      | 49,76       |  |
|                | Louis Le Sénéchal élu  | SFIO (FGDS)    | 16 108       | 32,91        | 24 565      | 50,24       |  |
|                | Robert Baillieu        | PCF            | 6 995        | 14,29        | Retrait     | Retrait     |  |
|                | Patrick Dutertre       | CD (PDM)       | 3 472        | 7,09         |             |             |  |
|                |                        |                |              |              |             |             |  |
| Inscrits       | Inscrits               | Inscrits       | 56 786       | 100,00       | 56 779      | 100,00      |  |
| Abstentions    | Abstentions            | Abstentions    | 7 080        | 12,47        | 6 913       | 12,18       |  |
| Votants        | Votants                | Votants        | 49 706       | 87,53        | 49 866      | 87,82       |  |
| Blancs et nuls | Blancs et nuls         | Blancs et nuls | 766          | 1,54         | 970         | 1,95        |  |
| Exprimés       | Exprimés               | Exprimés       | 48 940       | 98,46        | 48 896      | 98,05       |  |

Le suppléant de Louis Le Sénéchal était Jules Delaire, général de brigade de réserve du Génie.

### Élections de 1968
|                | Henri Collette élu        | UDR (URP)      | 25 915 | 52,77  |  |  |  |
|                | Louis Le Sénéchal sortant | SFIO (FGDS)    | 15 928 | 32,43  |  |  |  |
|                | Robert Baillieu           | PCF            | 6 292  | 12,81  |  |  |  |
|                | Guy Degorce               | PSU            | 973    | 1,98   |  |  |  |
|                |                           |                |        |        |  |  |  |
| Inscrits       | Inscrits                  | Inscrits       | 56 643 | 100,00 |  |  |  |
| Abstentions    | Abstentions               | Abstentions    | 6 703  | 11,83  |  |  |  |
| Votants        | Votants                   | Votants        | 49 940 | 88,17  |  |  |  |
| Blancs et nuls | Blancs et nuls            | Blancs et nuls | 832    | 1,67   |  |  |  |
| Exprimés       | Exprimés                  | Exprimés       | 49 108 | 98,33  |  |  |  |

Le suppléant d'Henri Collette était Raymond Horel, ingénieur conseil.

### Élections de 1973
| Candidat       | Candidat               | Parti          | Premier tour | Premier tour | Second tour | Second tour |  |
| Candidat       | Candidat               | Parti          | Voix         | %            | Voix        | %           |  |
| -------------- | ---------------------- | -------------- | ------------ | ------------ | ----------- | ----------- |  |
|                | Henri Collette sortant | UDR (URP)      | 21 336       | 41,6         | 25 579      | 49,16       |  |
|                | Louis Le Sénéchal élu  | PS (UGSD)      | 17 083       | 33,31        | 26 450      | 50,84       |  |
|                | Robert Baillieu        | PCF            | 7 977        | 15,55        | Retrait     | Retrait     |  |
|                | Jean Marcelle          | Rad (MR)       | 3 240        | 6,32         |             |             |  |
|                | Richard Bacri          | LO             | 1 219        | 2,38         |             |             |  |
|                | Alfred Sauvage         | GO (FP)        | 437          | 0,85         |             |             |  |
|                |                        |                |              |              |             |             |  |
| Inscrits       | Inscrits               | Inscrits       | 60 191       | 100,00       | 60 188      | 100,00      |  |
| Abstentions    | Abstentions            | Abstentions    | 7 898        | 13,12        | 7 177       | 11,92       |  |
| Votants        | Votants                | Votants        | 52 293       | 86,88        | 53 011      | 88,08       |  |
| Blancs et nuls | Blancs et nuls         | Blancs et nuls | 1 001        | 1,91         | 982         | 1,85        |  |
| Exprimés       | Exprimés               | Exprimés       | 51 292       | 98,09        | 52 029      | 98,15       |  |

Le suppléant de Louis Le Sénéchal était Dominique Dupilet, adjoint au maire de Boulogne-sur-Mer. Dominique Dupilet remplaça Louis Le Sénéchal, décédé, du 2 mars 1977 au 2 avril 1978.

### Élections de 1978
| Candidat       | Candidat                        | Parti          | Premier tour | Premier tour | Second tour | Second tour |  |
| Candidat       | Candidat                        | Parti          | Voix         | %            | Voix        | %           |  |
| -------------- | ------------------------------- | -------------- | ------------ | ------------ | ----------- | ----------- |  |
|                | Henri Collette                  | RPR            | 22 447       | 38,28        | 26 796      | 44,9        |  |
|                | Dominique Dupilet sortant réélu | PS             | 20 887       | 35,62        | 32 880      | 55,1        |  |
|                | Denise Radenne                  | PCF            | 10 482       | 17,88        | Retrait     | Retrait     |  |
|                | Bernard Bouillon                | UDF (Rad)      | 1 326        | 2,26         |             |             |  |
|                | Yves Tomasso                    | LO             | 1 080        | 1,84         |             |             |  |
|                | Jean-Jacques Denis              | PSU (FA)       | 1 052        | 1,79         |             |             |  |
|                | Marie-Thérèse Veldeman          | Divers droite  | 1 013        | 1,73         |             |             |  |
|                | Jammy R.J. Pouplin              | FRP            | 348          | 0,59         |             |             |  |
|                |                                 |                |              |              |             |             |  |
| Inscrits       | Inscrits                        | Inscrits       | 68 045       | 100,00       | 68 039      | 100,00      |  |
| Abstentions    | Abstentions                     | Abstentions    | 8 099        | 11,9         | 7 365       | 10,82       |  |
| Votants        | Votants                         | Votants        | 59 946       | 88,1         | 60 674      | 89,18       |  |
| Blancs et nuls | Blancs et nuls                  | Blancs et nuls | 1 311        | 2,19         | 998         | 1,64        |  |
| Exprimés       | Exprimés                        | Exprimés       | 58 635       | 97,81        | 59 676      | 98,36       |  |

Le suppléant de Dominique Dupilet était Jean-Claude Quenon, adjoint au maire de Lumbres.

### Élections de 1981
|                | Dominique Dupilet sortant réélu | PS             | 27 921 | 51,31  |  |  |  |
|                | Albert Stoclin                  | UDF (PR)       | 19 082 | 35,07  |  |  |  |
|                | Denise Radenne                  | PCF            | 6 204  | 11,41  |  |  |  |
|                | Achille Chassot                 | PSU            | 1 193  | 2,19   |  |  |  |
|                |                                 |                |        |        |  |  |  |
| Inscrits       | Inscrits                        | Inscrits       | 69 991 | 100,00 |  |  |  |
| Abstentions    | Abstentions                     | Abstentions    | 14 712 | 21,02  |  |  |  |
| Votants        | Votants                         | Votants        | 55 279 | 78,98  |  |  |  |
| Blancs et nuls | Blancs et nuls                  | Blancs et nuls | 879    | 1,59   |  |  |  |
| Exprimés       | Exprimés                        | Exprimés       | 54 400 | 98,41  |  |  |  |

Le suppléant de Dominique Dupilet était Jean-Claude Quenon.

### Élections de 1988
| Candidat       | Candidat              | Parti          | Premier tour | Premier tour | Second tour | Second tour |  |
| Candidat       | Candidat              | Parti          | Voix         | %            | Voix        | %           |  |
| -------------- | --------------------- | -------------- | ------------ | ------------ | ----------- | ----------- |  |
|                | Dominique Dupilet élu | PS             | 21 514       | 49,06        | 27 621      | 61,28       |  |
|                | Claude Demassieux     | RPR (URC)      | 13 475       | 30,73        | 17 449      | 38,72       |  |
|                | Michel Sajot          | PCF            | 5 611        | 12,8         |             |             |  |
|                | Jérôme Follet         | FN             | 3 250        | 7,41         |             |             |  |
|                |                       |                |              |              |             |             |  |
| Inscrits       | Inscrits              | Inscrits       | 66 484       | 100,00       | 66 481      | 100,00      |  |
| Abstentions    | Abstentions           | Abstentions    | 21 411       | 32,2         | 19 785      | 29,76       |  |
| Votants        | Votants               | Votants        | 45 073       | 67,8         | 46 696      | 70,24       |  |
| Blancs et nuls | Blancs et nuls        | Blancs et nuls | 1 223        | 2,71         | 1 626       | 3,48        |  |
| Exprimés       | Exprimés              | Exprimés       | 43 850       | 97,29        | 45 070      | 96,52       |  |

Le suppléant de Dominique Dupilet était Maurice Fleuet, premier adjoint au maire de Calais.

### Élections de 1993
| Candidat       | Candidat                        | Parti               | Premier tour | Premier tour | Second tour | Second tour |  |
| Candidat       | Candidat                        | Parti               | Voix         | %            | Voix        | %           |  |
| -------------- | ------------------------------- | ------------------- | ------------ | ------------ | ----------- | ----------- |  |
|                | Dominique Dupilet sortant réélu | PS (ADFP)           | 15 841       | 35,7         | 23 696      | 53,63       |  |
|                | René Lapôtre                    | Divers droite (UPF) | 11 129       | 25,08        | 20 492      | 46,37       |  |
|                | Michel Sajot                    | PCF                 | 4 536        | 10,22        |             |             |  |
|                | Jacques Fourny                  | FN                  | 4 250        | 9,58         |             |             |  |
|                | Annie Wable                     | Divers droite       | 3 724        | 8,39         |             |             |  |
|                | Michel Hamy                     | GÉ (EÉ)             | 2 310        | 5,21         |             |             |  |
|                | Gislaine Borowczak              | LT-LNÉ              | 1 566        | 3,53         |             |             |  |
|                | Dominique Buridant              | Divers droite       | 1 020        | 2,3          |             |             |  |
|                |                                 |                     |              |              |             |             |  |
| Inscrits       | Inscrits                        | Inscrits            | 67 899       | 100,00       | 67 854      | 100,00      |  |
| Abstentions    | Abstentions                     | Abstentions         | 21 185       | 31,2         | 20 827      | 30,69       |  |
| Votants        | Votants                         | Votants             | 46 714       | 68,8         | 47 027      | 69,31       |  |
| Blancs et nuls | Blancs et nuls                  | Blancs et nuls      | 2 338        | 5            | 2 839       | 6,04        |  |
| Exprimés       | Exprimés                        | Exprimés            | 44 376       | 95           | 44 188      | 93,96       |  |

Le suppléant de Dominique Dupilet était Maurice Fleuet.

### Élections de 1997
| Candidat       | Candidat                        | Parti          | Premier tour | Premier tour | Second tour | Second tour |  |
| Candidat       | Candidat                        | Parti          | Voix         | %            | Voix        | %           |  |
| -------------- | ------------------------------- | -------------- | ------------ | ------------ | ----------- | ----------- |  |
|                | Dominique Dupilet sortant réélu | PS             | 15 520       | 35,62        | 26 959      | 60,15       |  |
|                | Bernard Deram                   | RPR            | 10 374       | 23,81        | 17 863      | 39,85       |  |
|                | Jacques Fourny                  | FN             | 5 327        | 12,23        |             |             |  |
|                | Gisèle Cocquerelle              | PCF            | 4 544        | 10,43        |             |             |  |
|                | François Dubout                 | IR             | 2 416        | 5,55         |             |             |  |
|                | Max Papyle                      | Les Verts      | 2 338        | 5,37         |             |             |  |
|                | Philippe Pichon                 | LO             | 1 822        | 4,18         |             |             |  |
|                | Jeanine Chauffour-Royer         | MPF (LDI)      | 1 225        | 2,81         |             |             |  |
|                |                                 |                |              |              |             |             |  |
| Inscrits       | Inscrits                        | Inscrits       | 68 144       | 100,00       | 68 142      | 100,00      |  |
| Abstentions    | Abstentions                     | Abstentions    | 22 345       | 32,79        | 20 062      | 29,44       |  |
| Votants        | Votants                         | Votants        | 45 799       | 67,21        | 48 080      | 70,56       |  |
| Blancs et nuls | Blancs et nuls                  | Blancs et nuls | 2 233        | 4,88         | 3 258       | 6,78        |  |
| Exprimés       | Exprimés                        | Exprimés       | 43 566       | 95,12        | 44 822      | 93,22       |  |

Le suppléant de Dominique Dupilet était Hervé Poher, docteur en médecine, conseiller général du canton de Guînes, maire de Guînes.

### Élections de 2002
Les élections législatives françaises de 2002 ont eu lieu les dimanches 9 et 16 juin 2002.
Jusqu'en 2002, le député était Dominique Dupilet, ancien maire de Wimereux et ancien président du conseil départemental du Pas-de-Calais. C'est ce même élu, fortement implanté localement - depuis les années 1960, à la suite de la disparition du député Le Sénéchal, dont il était le suppléant - qui a battu Frédéric Wacheux, nouvellement arrivé sur la scène locale en 2004, aux élections cantonales de cette même année. Dominique Dupilet a réalisé plus de 63 % sur l'ensemble du canton et plus de 70 % dans les bureaux boulonnais.
En 2002, en raison d'enquêtes judiciaires supervisées par un juge ensuite promu ailleurs et concernant des lotissements réalisés pendant que Dominique Dupilet était maire de Wimereux, le parti socialiste préfère présenter Jack Lang à sa place aux élections législatives en attendant que la situation soit clarifiée. Jack Lang est élu député et repart favori face au candidat UMP pour les élections législatives de 2007. Il aura alors pour suppléant le maire de Guînes.
| Candidat       | Candidat               | Parti             | Premier tour | Premier tour | Second tour | Second tour |  |
| Candidat       | Candidat               | Parti             | Voix         | %            | Voix        | %           |  |
| -------------- | ---------------------- | ----------------- | ------------ | ------------ | ----------- | ----------- |  |
|                | Jack Lang élu          | PS                | 16 305       | 39,03        | 22 204      | 53,83       |  |
|                | Bernard Deram          | UMP               | 12 758       | 30,54        | 19 045      | 46,17       |  |
|                | Michel Somville        | FN                | 4 294        | 10,28        |             |             |  |
|                | Gisèle Cocquerelle     | PCF               | 1 895        | 4,54         |             |             |  |
|                | Rémi Harle             | CPNT              | 1 689        | 4,04         |             |             |  |
|                | Gérard d'Andrea        | ÉD                | 809          | 1,94         |             |             |  |
|                | Françoise Millot       | LO                | 627          | 1,5          |             |             |  |
|                | Marie-France Level     | Les Verts         | 627          | 1,5          |             |             |  |
|                | Jacques Fourny         | MNR               | 626          | 1,5          |             |             |  |
|                | Madeleine Cheuva       | Pôle républicain  | 478          | 1,14         |             |             |  |
|                | Monique Gumez          | Divers écologiste | 364          | 0,87         |             |             |  |
|                | Angela Stefanatos      | LCR               | 296          | 0,71         |             |             |  |
|                | Jeanine Chaufour Royer | MPF               | 251          | 0,6          |             |             |  |
|                | Olivier Dumont         | MÉI               | 201          | 0,48         |             |             |  |
|                | Daniel Leau            | Divers gauche     | 111          | 0,27         |             |             |  |
|                | Michel Monger          | Divers droite     | 110          | 0,26         |             |             |  |
|                | Arlette Deverdenne     | Extrême gauche    | 109          | 0,26         |             |             |  |
|                | Nicolas Thirez         | RPF               | 88           | 0,21         |             |             |  |
|                | Clotilde Séguy         | GÉ                | 72           | 0,17         |             |             |  |
|                | Laurent Condette       | Divers gauche     | 63           | 0,15         |             |             |  |
|                |                        |                   |              |              |             |             |  |
| Inscrits       | Inscrits               | Inscrits          | 70 581       | 100,00       | 70 576      | 100,00      |  |
| Abstentions    | Abstentions            | Abstentions       | 27 634       | 39,15        | 27 593      | 39,1        |  |
| Votants        | Votants                | Votants           | 42 947       | 60,85        | 42 983      | 60,9        |  |
| Blancs et nuls | Blancs et nuls         | Blancs et nuls    | 1 174        | 2,73         | 1 734       | 4,03        |  |
| Exprimés       | Exprimés               | Exprimés          | 41 773       | 97,27        | 41 249      | 95,97       |  |

Le suppléant de Jack Lang était Hervé Poher, conseiller général du canton de Guînes, maire de Guînes.

### Élections de 2007
Député sortant : Jack Lang (PS)
[non neutre]
Aux élections législatives de 2007, c'est Frédéric Wacheux, socialiste et rocardien au tout début de sa carrière, mais également proche de l'UDF entre-temps, qui sera finalement le candidat de l'Union pour un mouvement populaire (UMP).
Celui-ci est censé espérer remporter le siège traditionnellement propriété du parti socialiste, mais le résultat qu'il avait réalisé, notamment dans les bureaux boulonnais, face à Dominique Dupilet, lors des élections cantonales de 2004 ne l'avaient déjà pas placé en position de favori : il n'a pas atteint 15 % dans les bureaux boulonnais, plafonnant à 10 % au second tour dans certains bureaux populaires.
Frédéric Wacheux est également présenté par ses adversaires comme un candidat imposé par Paris, bien qu'il soit originaire de la région et qu'une grande partie sa famille soit domiciliée dans le Boulonnais. Mais, curieusement, il ne fait jamais état de sa propre implantation familiale, même quand il fait allusion au « parachutage » de Jack Lang.
| Candidat       | Candidat                | Parti          | Premier tour | Premier tour | Second tour | Second tour |  |
| Candidat       | Candidat                | Parti          | Voix         | %            | Voix        | %           |  |
| -------------- | ----------------------- | -------------- | ------------ | ------------ | ----------- | ----------- |  |
|                | Jack Lang sortant réélu | PS             | 16 956       | 39,53        | 23 839      | 54,72       |  |
|                | Frédéric Wacheux        | UMP            | 14 229       | 33,17        | 19 729      | 45,28       |  |
|                | Jean-Jacques Vernalde   | FN             | 2 228        | 5,19         |             |             |  |
|                | Gisèle Cocquerelle      | PCF            | 1 923        | 4,48         |             |             |  |
|                | Hervé Morcrette         | UDF–MoDem      | 1 739        | 4,05         |             |             |  |
|                | Rémi Harlé              | CPNT           | 1 105        | 2,58         |             |             |  |
|                | Christian Ternisien     | LCR            | 1 038        | 2,42         |             |             |  |
|                | Vincent Bécu            | Les Verts      | 965          | 2,25         |             |             |  |
|                | Christophe Beaudouin    | MPF            | 877          | 2,04         |             |             |  |
|                | Françoise Millot        | LO             | 558          | 1,30         |             |             |  |
|                | Olivier Dumont          | MÉI            | 456          | 1,06         |             |             |  |
|                | Marie-Claude Ziegler    | CNIP           | 357          | 0,83         |             |             |  |
|                | Hervé de Mil            | MNR            | 246          | 0,57         |             |             |  |
|                | Agnès Barbier           | Divers         | 217          | 0,51         |             |             |  |
|                |                         |                |              |              |             |             |  |
| Inscrits       | Inscrits                | Inscrits       | 73 692       | 100,00       | 73 693      | 100,00      |  |
| Abstentions    | Abstentions             | Abstentions    | 29 750       | 40,37        | 28 617      | 38,83       |  |
| Votants        | Votants                 | Votants        | 43 942       | 59,63        | 45 076      | 61,17       |  |
| Blancs et nuls | Blancs et nuls          | Blancs et nuls | 1 048        | 2,38         | 1 508       | 3,35        |  |
| Exprimés       | Exprimés                | Exprimés       | 42 894       | 97,62        | 43 568      | 96,65       |  |

### Élections de 2012
| Candidat       | Candidat                  | Parti          | Premier tour | Premier tour | Second tour | Second tour |  |
| Candidat       | Candidat                  | Parti          | Voix         | %            | Voix        | %           |  |
| -------------- | ------------------------- | -------------- | ------------ | ------------ | ----------- | ----------- |  |
|                | Brigitte Bourguignon élue | PS             | 15 035       | 27,66        | 27 309      | 54,31       |  |
|                | Frédéric Wacheux          | UMP            | 13 345       | 24,55        | 22 978      | 45,69       |  |
|                | Hervé Poher               | diss. PS       | 11 301       | 20,79        | Retrait     | Retrait     |  |
|                | Olivier Delbé             | FN (RBM)       | 10 125       | 18,63        |             |             |  |
|                | Betty Charles             | PCF (FG)       | 1 550        | 2,85         |             |             |  |
|                | Miguel Torrès             | MÉI (EÉLV)     | 925          | 1,70         |             |             |  |
|                | Thierry Ansel             | MoDem (CpF)    | 614          | 1,13         |             |             |  |
|                | Vincent Magniez           | LO             | 394          | 0,72         |             |             |  |
|                | Claudine Blauwart         | DLR            | 385          | 0,71         |             |             |  |
|                | Philippe Hamain           | Divers droite  | 356          | 0,66         |             |             |  |
|                | Catherine Playe           | NPA            | 317          | 0,58         |             |             |  |
|                | Fanny Le Padellec         | MOC            | 4            | 0,01         |             |             |  |
|                | Djamel Ouadah             | AÉI            | 0            | 0,00         |             |             |  |
|                |                           |                |              |              |             |             |  |
| Inscrits       | Inscrits                  | Inscrits       | 89 029       | 100,00       | 89 021      | 100,00      |  |
| Abstentions    | Abstentions               | Abstentions    | 33 284       | 37,39        | 35 346      | 39,71       |  |
| Votants        | Votants                   | Votants        | 55 745       | 62,61        | 53 675      | 60,29       |  |
| Blancs et nuls | Blancs et nuls            | Blancs et nuls | 1 394        | 2,5          | 3 388       | 6,31        |  |
| Exprimés       | Exprimés                  | Exprimés       | 54 351       | 97,5         | 50 287      | 93,69       |  |

### Élections de 2017
Les élections législatives de 2017 dans le Pas-de-Calais ont eu lieu les 11 et 18 juin 2017. La députée sortante Brigitte Bourguignon avec l'étiquette LREM l'emporte face à la candidate FN Marie-Christine Bourgeois.
Députée sortante : Brigitte Bourguignon (PS)
|                                                                              |                                                                             |                           |                           |                          |                          |
|                                                                              |                                                                             | Premier tour 11 juin 2017 | Premier tour 11 juin 2017 | Second tour 18 juin 2017 | Second tour 18 juin 2017 |
|                                                                              |                                                                             |                           |                           |                          |                          |
|                                                                              |                                                                             | Nombre                    | % des inscrits            | Nombre                   | % des inscrits           |
| Inscrits                                                                     | Inscrits                                                                    | 91 152                    | 100,00                    | 91 198                   | 100,00                   |
| Abstentions                                                                  | Abstentions                                                                 | 41 628                    | 45,67                     | 46 254                   | 50,72                    |
| Votants                                                                      | Votants                                                                     | 49 524                    | 54,33                     | 44 944                   | 49,28                    |
|                                                                              |                                                                             |                           | % des votants             |                          | % des votants            |
| Bulletins blancs                                                             | Bulletins blancs                                                            | 904                       | 1,83                      | 2 533                    | 5,64                     |
| Bulletins nuls                                                               | Bulletins nuls                                                              | 519                       | 1,05                      | 1 367                    | 3,04                     |
| Suffrages exprimés                                                           | Suffrages exprimés                                                          | 48 101                    | 97,13                     | 41 044                   | 91,32                    |
|                                                                              |                                                                             |                           |                           |                          |                          |
| Étiquette politique (partis et alliances)                                    | Étiquette politique (partis et alliances)                                   | Voix                      | % des exprimés            | Voix                     | % des exprimés           |
|                                                                              |                                                                             |                           |                           |                          |                          |
|                                                                              | Brigitte Bourguignon (députée sortante) La République en marche             | 20 173                    | 41,94                     | 24 970                   | 60,84                    |
|                                                                              | Marie-Christine Bourgeois Front national                                    | 10 914                    | 22,69                     | 16 074                   | 39,16                    |
|                                                                              | Jean-Michel Taccoen Les Républicains (Union des démocrates et indépendants) | 7 672                     | 15,95                     |                          |                          |
|                                                                              | Nadine Demarey La France insoumise                                          | 5 311                     | 11,04                     |                          |                          |
|                                                                              | Claudine Blauwart Debout la France                                          | 1 109                     | 2,31                      |                          |                          |
|                                                                              | Charlotte Talpaert Europe Écologie Les Verts                                | 1 095                     | 2,28                      |                          |                          |
|                                                                              | Patricia Duvieubourg Parti communiste français                              | 1 016                     | 2,11                      |                          |                          |
|                                                                              | Valérie Legrand Lutte ouvrière                                              | 530                       | 1,10                      |                          |                          |
|                                                                              | Florence Denimal Divers (Union populaire républicaine)                      | 281                       | 0,58                      |                          |                          |
| Source : Ministère de l'Intérieur - Sixième circonscription du Pas-de-Calais |                                                                             |                           |                           |                          |                          |

### Élection partielle de 2021
Une élection législative partielle devait avoir lieu les 22 et 29 novembre 2020 à la suite du refus du suppléant Ludovic Loquet de remplacer Brigitte Bourguignon à l'Assemblée nationale, tandis que celle-ci devient, dans le gouvernement Castex, ministre déléguée chargée de l'Autonomie auprès du ministre des Solidarités et de la Santé. Reportée aux 4 et 11 avril 2021 en raison de la pandémie de Covid-19, elle est finalement organisée les 30 mai et 6 juin suivant.
Députée sortante : Brigitte Bourguignon (LREM)
|                          | Brigitte Bourguignon      | LREM                     | 7 458  | 34,95 | 6,99   | 12 558 | 62,05 | 1,21 |  |  |
|                          | Marie-Christine Bourgeois | RN                       | 5 125  | 24,02 | 1,33   | 7 682  | 37,95 | 1,21 |  |  |
|                          | Faustine Maliar           | LR                       | 4 097  | 19,20 | 3,25   |        |       |      |  |  |
|                          | Bastien Marguerite-Garin  | PS                       | 2 755  | 12,91 | Nv     |        |       |      |  |  |
|                          | Jérôme Jossien            | G.s (PCF - LFI)          | 1 237  | 5,80  | Nv     |        |       |      |  |  |
|                          | Laure Bourel              | LO                       | 663    | 3,11  | 2,01   |        |       |      |  |  |
|                          |                           |                          |        |       |        |        |       |      |  |  |
| Suffrages exprimés       | Suffrages exprimés        | Suffrages exprimés       | 21 337 | 95,08 |        | 20 240 | 91,22 |      |  |  |
| Votes blancs             | Votes blancs              | Votes blancs             | 686    | 3,06  | 1 065  | 4,80   |       |      |  |  |
| Votes nuls               | Votes nuls                | Votes nuls               | 434    | 1,93  | 883    | 3,98   |       |      |  |  |
| Total                    | Total                     | Total                    | 22 440 | 100   | -      | 22 188 | 100   | -    |  |  |
| Abstentions              | Abstentions               | Abstentions              | 70 055 | 75,74 |        | 70 309 | 76,01 |      |  |  |
| Inscrits / participation | Inscrits / participation  | Inscrits / participation | 92 495 | 24,26 | 92 497 | 23,99  |       |      |  |  |

### Élections de 2022
Les élections législatives françaises de 2022 se déroulent les dimanches 12 et 19 juin 2022.
| Résultats des élections législatives des 12 et 19 juin 2022 de la 6e circonscription du Pas-de-Calais |                          |                          |                          |              |              |             |             |
| Candidat                                                                                              | Candidat                 | Parti et coalition       | Nuance                   | Premier tour | Premier tour | Second tour | Second tour |
| Candidat                                                                                              | Candidat                 | Parti et coalition       | Nuance                   | Voix         | %            | Voix        | %           |
| | Brigitte Bourguignon     | LREM (ENS)               | ENS                      | 14 667       | 32,10        | 21 802      | 49,94       |
| | Christine Engrand        | RN                       | RN                       | 13 857       | 30,33        | 21 858      | 50,06       |
| | Pascal Lebecq            | LFI (NUPES)              | NUP                      | 7 302        | 15,98        |             |             |
| | Faustine Maliar          | LR (UDC)                 | LR                       | 4 500        | 9,85         |             |             |
| | Jérôme Judek             | REC                      | REC                      | 1 484        | 3,25         |             |             |
| | Patricia Duvieubourg     | PCF diss. (FGR)          | DVG                      | 1 438        | 3,15         |             |             |
| | Simon Erckelboudt        | LMR                      | DVD                      | 669          | 1,46         |             |             |
| | Vanessa Bourel           | PA                       | ECO                      | 614          | 1,34         |             |             |
| | Claudine Blauwart        | DLF (UPF)                | DSV                      | 518          | 1,13         |             |             |
| | Laure Bourel             | LO                       | DXG                      | 464          | 1,02         |             |             |
| | Terry Loire-Rénier       | AE                       | REG                      | 174          | 0,38         |             |             |
| Votes valides                                                                                         | Votes valides            | Votes valides            | Votes valides            | 45 687       | 97,14        | 43 660      | 93,16       |
| Votes blancs                                                                                          | Votes blancs             | Votes blancs             | Votes blancs             | 904          | 1,92         | 2 077       | 4,43        |
| Votes nuls                                                                                            | Votes nuls               | Votes nuls               | Votes nuls               | 442          | 0,94         | 1 129       | 2,41        |
| |                          |                          |                          | 47 033       | 100          | 46 866      | 100         |
| Abstention                                                                                            | Abstention               | Abstention               | Abstention               | 46 738       | 49,87        | 46 918      | 50,03       |
| Inscrits / participation                                                                              | Inscrits / participation | Inscrits / participation | Inscrits / participation | 93 771       | 50,16        | 93 784      | 49,97       |

### Élections de 2024
|                          | Christine Engrand        | RN                       | RN                       | 32 553 | 50,70 |  |  |
|                          | Brigitte Bourguignon     | RE - TdP (ENS)           | ENS                      | 17 052 | 26,56 |  |  |
|                          | Aurore Pageaud           | PS (NFP)                 | UG                       | 9 065  | 14,12 |  |  |
|                          | Éric Houdayer            | LR (UDC)                 | LR                       | 4 495  | 7,00  |  |  |
|                          | Laure Bourel             | LO                       | EXG                      | 703    | 1,09  |  |  |
|                          | Giovanni Frattini        | SE                       | DIV                      | 335    | 0,52  |  |  |
|                          |                          |                          |                          |        |       |  |  |
| Suffrages exprimés       | Suffrages exprimés       | Suffrages exprimés       | Suffrages exprimés       | 64 203 | 97,26 |  |  |
| Votes blancs             | Votes blancs             | Votes blancs             | Votes blancs             | 1 163  | 1,76  |  |  |
| Votes nuls               | Votes nuls               | Votes nuls               | Votes nuls               | 648    | 0,98  |  |  |
| Total                    | Total                    | Total                    | Total                    | 66 014 | 100   |  |  |
| Abstention               | Abstention               | Abstention               | Abstention               | 28 629 | 30,25 |  |  |
| Inscrits / participation | Inscrits / participation | Inscrits / participation | Inscrits / participation | 94 643 | 69,75 |  |  |

#### Département du Pas-de-Calais
- La fiche de l'INSEE de cette circonscription : « Tableaux et Analyses de la cinquième circonscription du Pas-de-Calais », sur insee.fr, site de l'Institut national de la statistique et des études économiques (consulté le 10 juin 2007) [PDF]

- « Tous les députés du département du Pas-de-Calais depuis 1789 », sur assemblee-nationale.fr, site de l'Assemblée nationale française (consulté le 10 juin 2007)

- « Informations contentieuses sur le département du Pas-de-Calais (Élections législatives de 2002) »(Archive.org • Wikiwix • Archive.is • Google • Que faire ?), sur conseil-constitutionnel.fr, site du Conseil constitutionnel (consulté le 13 juin 2007)

#### Circonscriptions en France
- « Carte des circonscriptions législatives en France », sur assemblee-nationale.fr, site de l'Assemblée nationale française (consulté le 10 juin 2007)

- « Résultats électoraux officiels en France »(Archive.org • Wikiwix • Archive.is • Google • Que faire ?), sur interieur.gouv.fr, site du ministère de l'Intérieur (France) (consulté le 13 juin 2007)

- Description et Atlas des circonscriptions électorales de France sur http://www.atlaspol.com, Atlaspol, site de cartographie géopolitique, consulté le 13 juin 2007.